# Josef Pešl
Josef Pešl (15. března 1922 Hranice – ???) byl český a československý politik KSČ, v 60. letech 20. století československý ministr těžkého strojírenství.

## Biografie
Narodil se v Hranicích. Vyučil se a do roku 1942 pracoval jako zámečník-nástrojař. Roku 1942 byl totálně nasazen na práci do Německa. Po návratu do vlasti se vrátil ke své profesi strojního zámečníka. V období let 1946–1950 byl mistrem nástrojařem v podniku Sigma v Hranicích. Od roku 1950 působil na generálním ředitelství Československých závodů těžkého strojírenství jako dispečer. O rok později byl jmenován do funkce ředitele První brněnské strojírny. Později byl podnikovým ředitelem ČKD Blansko. Tuto funkci zastával do roku 1959, kdy byl jmenován ředitelem Královopolské strojírny v Brně. Bylo mu uděleno Vyznamenání Za zásluhy o výstavbu. Podle jiného zdroje před nástupem do ministerské pozice působil jako ředitel Královopolských strojíren v Brně už od počátku 50. let.
V lednu 1963 se Pešl stal ministrem těžkého strojírenství v československé třetí vládě Viliama Širokého. Portfolio si udržel i v následující vládě Jozefa Lenárta. Na postu setrval do listopadu 1965.